# Cryptocarya shoreifolia
Cryptocarya shoreifolia är en lagerväxtart som beskrevs av Kostermans. Cryptocarya shoreifolia ingår i släktet Cryptocarya och familjen lagerväxter. Inga underarter finns listade i Catalogue of Life.